# Acanthastrea minuta
Espèce
Statut CITES
Acanthastrea minuta est une espèce de coraux appartenant à la famille des Mussidae. Selon WoRMS, cette espèce n'est pas valide et correspond à Micromussa minuta Moll & Best, 1984.